# 도린 월버
도린 비올라 핸슨 월버(영어: Doreen Viola Hansen Wilber, 1930년 1월 8일~2008년 10월 19일)는 미국의 양궁 선수이다.

## 경력
1972년 하계 올림픽에서, 윌버는 올림픽 양궁종목이 근대화된 이후 처음으로 여자 개인전에서 금메달을 획득하였다. 남자 개인전에서 존 윌리엄스선수가 금메달을 획득함으로써, 미국은 양궁에서 전종목 금메달을 획득하게 되었다.
FITA 1라운드(거리별로 4개로 나뉘며, 각 거리마다 36발씩 쏘는것)에서 월버는 1440만점에 1198점을 쐇고, 경기절반시점에서 4등을 했다. 2라운드에서 그녀는 1226점으로 2라운드 통틀어서 가장 높은 점수를 획득한 양궁선수가 되었고, 세계 신기록을 세웠다
1969년 야외 세계 선수권에서 윌버는 2등을 하였고 그녀가 속한 미국팀은 4등을 하였다.1971년 야외 세계 선수권에서 윌버는 2등을 하였고 그녀가 속한 미국팀은 3등을 하였다.
그녀는 알츠하이머병으로 그녀의 고향인 아이오와주 재퍼슨 시에서 2008년 1월 19일 사망하였다. 2011년 재퍼슨 시에 월버의 영광을 기리기 위해 동상이 건립되었다.